# جاك بوروز
جاك بوروز (بالإنجليزية: Jack Burroughs)‏ هو لاعب كرة قدم بريطاني، ولد في 2001 في كوفنتري في المملكة المتحدة. لعب مع كوفنتري سيتي.